# 丁玘
丁玘（1409年—？），字文珩，山東濟南府章丘縣人，民籍，明朝政治人物。進士出身。

## 生平
山東鄉試第三十一名。景泰二年（1451年）辛未科會試第一百五十八名，殿試登進士第三甲第九十九名。

## 家族
曾祖丁友諒。祖父丁叔謙，曾任泉州府經歷。父亲丁正陽。